# 美少女いんぱら!
『美少女いんぱら!～infernal paradise～』（びしょうじょいんぱら!インフェアナル パラダイス）は、北村游児による日本の4コマ漫画作品。集英社の漫画雑誌『スーパージャンプ』に連載されていた。2006年16号開始、2010年8月11日号（No.16）で連載100回を迎え、2011年21・22合併号（最終号）の130回まで連載された。
続編『いこいのそどむ』が、同じく集英社の『グランドジャンプPREMIUM』第7号（2012年6月22日発売）より第14号（2013年1月23日発売）まで連載されていたが、2013年2月20日発売の『グランドジャンプ』第6号に連載が移籍した。それにより、『グランドジャンプPREMIUM』でのLesson:14で一度リセットされ、『グランドジャンプ』でLesson:1、新連載として再開されている。2015年7月1日発売の第16号のLesson:59にて最終回となった。

## 概要
『美少女いんぱら!～infernal paradise～』は宝町高等学校を舞台とした女子高生・蒼と教師・弾馬が繰り広げる「学園バイオレンスラブコメディ」。Scene:17までが1年生、Scene:18～43が2年生、Scene:44以降が3年生である。Scene:124で無事卒業した。
続編『いこいのそどむ』は同じく宝町高等学校を舞台に蒼の弟・猛と担任教師とクラスメイトが絡み繰り広げられる「あぶのーまる学園コメディ」。グランドジャンプ・Lesson:23によると201X年1月1日とあり、はっきりした年号は明記されず、前作から何年後かは不明である。『グランドジャンプ』Lesson:52までが1年生、Lesson:53以降が2年生である。

## あらすじ
美少女いんぱら!

いこいのそどむ

## 登場人物

### 『美少女いんぱら!』の登場人物
友谷 蒼（ともたに あおい）
主人公。眼鏡をかけた美少女。身長156cm/B82cm/W56cm/H81cm（登場時）→158cm/83cm/58cm/81cm（3年D組時）で成長しているが、体重は筋密度が高い為か「51kg」と男子並み。不良数人に囲まれても返り討ちにできるくらい強い。喧嘩の最中のシーンは余り描かれず、大抵は囲まれているシーンと喧嘩が終わった後でほぼ全員が顔面血まみれの状態で横たわり、最後の1人が胸倉を掴まれていることが多い姿のみが描かれる。弾馬に好意を寄せている。祖母と2人暮らし。2歳年上の兄は小学生3か4年生時に母・翠の元・愛人の男の暴行及び保護責任者遺棄致死により死亡。兄の誕生日には学校を休み墓参りに行くほど兄思いである。兄は担任の弾馬と面影が似ている。授業態度は非常に真面目ではあるものの、成績は最低ランク。料理が壊滅的に下手。父親は不明で、幼少期に母親・翠から兄と共に棄てられており、その母親は時々会いに来る様だが、会いたくない様で、祖母には理由をつけて友達の家に泊まりに行っている。蒼は翠を母親と思っておらず、「アイツ」扱いで、他人には「母親は死亡」と言っていた（Scene:103）。後に血で血を洗う母娘ケンカの末に翠とは一応は和解した様子である（Scene:120）が、翠は懲りずに問題を起こしているため親子仲は最悪のまま（Scene:128）。大学合格に関しては茶々の裏工作のお蔭で合格した様である（Scene:123）。
作中には登場しないが、猛（たける）という同居していない弟がおり、『いこいのそどむ』の主人公として高校生となって登場する。
弾馬 剣二（はずま けんじ）
蒼たちのクラス（D組）の担任。国語担当。身長178cm。蒼たちが1～2年の時は副担任だが、担任が蒼を恐れて教室に出てこないことから、事実上の担任であり、3年に進級後、正式な担任になった。本人は非常に真面目な好人物であるのだが、自分が受け持っている生徒の誤解や噂などから、淫行教師の濡れ衣を着せられている。蒼の兄と面影が似ている。Scene:90で30歳になった。結局、卒業時に蒼を選んでいた（Scene:127）。
『いこいのそどむ』にも教師として登場。
平林 茶々（ひらばやし ちゃちゃ）
蒼の友人。愛称は「チャーちゃん」。身長152cm/B72cm/W52cm/H74cm（登場時）→152cm/72cm/52cm/74cm（3年D組時）で成長なし。金髪でロシア人の父を持つハーフ。家は居酒屋を経営。下品かつ器用であり、周りをかき回すことが好きなトラブルメーカー。弾馬の「淫行教師」の噂の出処は全部彼女である。恋愛のストライクゾーンはおじさんで、自分と同世代にはまったく興味も恥じらいもなく、逆におじさんに対しては恥じらいがあり、校長先生や京の父に好意がある。手先が器用で機械にも詳しく、パソコン部に入り浸りつつwebサイトに自分で作った友人たちのエロコラを掲示している。彼女が作ってヒットした美少女コラージュキャラの「次倉京華（つぎくら けいか）」は京の体に橙果の顔という「ロリ顔巨乳」であった（Scene:39）。そのキャラをバレンタインデーのイメージガールにし、数量限定で橙果の母乳入り手作りチョコを配布した。基本ポーカーフェイスで動じること自体少ないが、花粉症持ちで飛行機恐怖症でもある。
次原 京（つぎはら けい）
蒼の友人。愛称は「ケイちゃん」。バレー部に所属。身長180cm/B91cm/W60cm/H88cm（登場時）→183cm/95cm/61cm/90cm（3年D組時）で成長している。グラビアモデル並のスタイルを持っており、小学生の頃から高校生と間違われるほどスタイルが良く、10歳時既に現在の茶々の体形を超えていた。常識人で真面目だが、やや好色かつ変態な嗜好もある。初体験は小学校5年生で、相手は高校3年生だった。男性だけでなく女性にも人気があるが、男運（女運）は全くない。父親は建築会社経営。妻妾同居で母親が4人おり、腹違いの兄弟・姉妹が多数おりなお増加中。京の実母（本妻）は夫の「朝と夜で4回」と云う性欲の強さに離婚を考えたが、愛人を持ってくれたお陰で回数が減り、幸せになり離婚を回避した。5歳の弟は幼いながら性欲は強く、温泉に行った時、蒼の背中に股間を押し付けてきた。次原家家訓：「喰い物も女も拾い喰いはするなよ、特に女で食あたりは命取りだぞ」。「血塗られた暴行魔（蒼）」と「腹黒い謀略家（茶々）」を完全に野放しにしない為、京をお目付けにする様、3人ワンセットでクラス替えしていたので3年間同クラスだったとの真相だった。卒業後はOGとしてバレーボール部に指導に来ているが、男子部員にも指導中（Scene:126）。
『いこいのそどむ』に登場する秋は彼女の弟である。
伊勢谷 緋華（いせや ひばな）
弾馬のクラスの生徒（初出：Scene:6）。剣道部に所属。身長155cm/B78cm/W55cm/H80cm（登場時）→158cm/83cm/58cm/81cm（3年D組時）で成長している。1年のときは十和子が担任をしていたB組で蒼たちとは別のクラスだったが、2年以降は同じクラス。良家の令嬢だが、真性のマゾヒストであり、弾馬の雌奴隷になることを望んでいるばかりか、弾馬の教え子の女の子たちは全て彼の牝犬と認識している。剣道の腕前は確かだが、防具の隙間で受けて中々一本も取らせないというエゲツない剣道をする。首輪装着で、基本的にノーパンで登校しているがオムツ着用もあり。彼女の母はサディストであるが、緋華曰く「親子の情の入った暴力など気持ち悪い、母はサディストとして出来損ない」。卒業から数年後、宝町高等学校に教育実習に来るが、弾馬に凌辱されたくて制服姿で来る（Scene:126）。
弾馬と蒼の結婚式には、翠と共に日本刀を携えて乗り込んできて、蒼とも渡り合える戦闘力を発揮している（Scene:128）。
『いこいのそどむ』では教師として登場、猛の担任になる。
金巻（旧姓：名倉） 橙果（かねまき（きゅうせい：なくら） とうか）
弾馬のクラスの生徒（初出：Scene:33）。1987年（昭和62年）生まれ。身長133cm/B70cm/W48cm/H68cm。一人称は「オレ」。一時休学していたが、蒼たちが2年のときに復学。蒼たちより3歳年上で20歳になっているので飲酒も可。茶々の家の居酒屋の常連でもある。また、自動車免許も所持。幼く見えるが、2児の子持ちである。元夫は医療関係のジャーナリストで、現在、日本国外で臓器売買のシンジケートを取材しており、裏の関係から「ヤ」の字がつく商売の友達が多いらしい。離婚の原因は酒癖の悪い夫の暴力だけで、嫌いで別れた訳ではなく、今でも会えば暴力は振るわれども、しっかり性的関係は持ってしまう。キャバクラで小学生が年齢を偽っているという触れ込みでアルバイトをしている。家は「なくら亭」というお弁当・お惣菜屋を母親がやっている。母親は「リンカ（漢字不明）」と言い、一見ギャル風で、近日、20歳年下の橙果と同い年の男との間に橙果の弟か妹が出来る予定。Scene:85で酒乱の元ダンナ・金巻は酒を止めたらしく、そのダンナと3年夏休み中に復縁したことが弾馬より報告された。結局、橙果自身も妊娠中、卒業後は「なくら亭」を手伝う予定である（Scene:123）。金巻を亡くした後落ち込んでいたが、その後は菊頭と親しくしている様子（Scene:126）。
菊頭 道明（きくがしら みちあき）
蒼たちの2年先輩で、不良。橙果が初体験の相手で、彼女からの愛称（?）は「隠れ頭」。毎回蒼にケンカを売っては、病院送りにされている。実は蒼の事が好きで子分共々好きでやられている一種のマゾ。蒼が原因であまりにも怪我が多く、出席日数が足りずに留年してしまい、蒼たちが2年の時に同じクラスになる。蒼たちと同級生になってから、3年には無事進級出来た様である。就職組で、就職先を落ちまくったが、最後、京の父親の建設会社に拾われて就職した様子で、それ以降、京のことを「お嬢さん」と呼んでいる（Scene:123）。卒業後のScene:125で19歳とあるので、卒業式の後の誕生日の様である。橙果の勧めで蒼に告白する筈が、他の男達同様との蒼の思い込みで、無理矢理お礼参りさせられて返り討ち、入院、次原建設に一月遅れで入社。結局、蒼は菊頭の気持ちを理解せずにいた。結局は初体験の相手である橙果と付き合っており、金巻氏との間に生まれた息子とも父親役として仲良くしている（Scene:126）。
やられっぱなしなイメージが強いが、蒼たち友谷家が規格外なだけで腕っ節は充分な模様（Scene:128）。
小菅 カオル（こすげ カオル）
蒼たちのクラスの生徒。マザコンで、京に好意を持っている。線が細く、女装がよく似合う。Scene:102では男の娘化が進み、同級生の男子にフォークダンスで独占したい気分にさせている。
カズヤ
京の元カレの一人。猫と浮気しているところを京に見られて別れた。その後も何度かよりを戻そうとはしているものの、本人の変態ぶりが原因でいつも失敗している。
マコト
京の元カレの一人。東南アジアで性転換して帰ってきた。背の高い京の事を男と感じて付き合っていた。グランドジャンプ・Lesson:15で彼氏との結婚が決まり、京に連絡してきた。
名前不詳
京が海で逆ナンパした人。ボディビルで鍛え上げられた体の女性である。胸も男の様であり、ハスキーな声で、浅黒くサーファー風の男にしか見えない（Scene:28）。学園祭にも参加するなど京にとってズルズル付き合う関係になった
梅島（うめじま）
カラオケ・コンパで京が目当てにした男。茶々が施した小菅へのメイクに刺激されて、自分にもメイクしてくれと京に依頼した（Scene:50）。
次原 海（つぎはら かい）
京の弟（2歳年下）で、蒼たちが3年のときに蒼たちと同じ高校に入学。女好きで異常なまでに手が早く、先輩達の彼女や担任の先生、同級生には母娘ごと手を出している。蒼のことも入学早々口説いているが、次原家家訓により食あたりする女と判断されているため橙果には手を出そうとしない。
平林 寧々（ひらばやし ねね）
茶々の双子の姉。蒼たちとは別の高校に通っている。妹とは対照的に性格は社交的で物腰も穏やかで丁寧だが、悪意なく人の心をえぐるような言葉を連発するなど、本質は茶々同様に下品で器用。血まみれの女性に興奮する性癖を持っている一種のレズで、そのため蒼に猛烈な好意を抱き、しばしば妹と入れ替わって蒼に近付く。逆に蒼が好意を持っている弾馬のことは嫌いな様である。
安永 十和子（やすなが とわこ）
弾馬の同僚の教師。英語担当。身長165cm/B84cm/W58cm/H83cm。両親から女を武器にと教育されたため、ある基準以上の金持ちにしか恋愛感情を持たない、と言うより恋愛感情自体が存在しない。それ以外の自分に恋する男性や生徒達のことは「子羊」と扱っており、記念日などでプレゼントだけもらえれば用はないと思っている。母親は数年前に他界し、現在は父一人でその父のことが一番大事。父が脳梗塞で倒れたので介護の為に退職、弾馬によると、辞める時には幸せそうな顔をしていたと言う（Scene:126）。
浅利 好美（あさり よしみ）
養護教諭。身長161cm/B89cm/W60cm/H85cm。バストは彼氏の好みに合わせて豊胸したらしい旨の発言がある。付き合っていた彼氏のケンジが別の女性と結婚。そのケンジに今も未練があり、現在進行形でストーカー行為を行っている。弾馬が前の彼氏と下の名前が同じ読みかつ雰囲気も似ているため、弾馬と会話を続けていると彼氏と同一視し暴走する。
Scene:126でも奇行はおさまらず、おそらく弾馬のアイデアで学校内の「ケンジ」が集まってカウンセリングを行っている。『いこいのそどむ』にも引き続き登場。
登戸先生（のぶとせんせい）
蒼たちのクラスの担任（1～2年の時）で、かつては生徒に鬼の生活指導と呼ばれ恐れられていた教師だったが、蒼が先輩たちと遊んでいた時（乱闘）に巻き込まれたことがトラウマとなり、蒼のことを話すと子供返りを起こすほどになり教室に入れない。これにより担任の仕事は行っておらず、もっぱら弾馬が事実上の担任となっていた。ただし子供返りしたままでも生活指導には力を発揮できている。
エリック=ジョーンズ
3年になってからの蒼たちのクラスの副担任。英語担当。美形だが、実はドール作りが得意で、人形にしか愛を持たない変態。魔改造もお手のもの。Scene:106で平林・父の策略によりイギリスに帰国。「母親がコレクションを捨てようとしている」という誤情報を真に受けていたらしく、母親に本気で銃を向けていた。
校長先生（こうちょうせんせい）
淫行教師という弾馬の噂に頭を悩ませており、弾馬に対してはチェックが厳しい。ストレスにより、男性用ブラジャーを着けている。定年退職後、平林家の店で居酒屋修行中（Scene:126）。
八房（やつふさ）
伊勢谷家で飼われている犬。基本的に誰にでも懐くが、凶暴な人・犯罪者・悪人に対しては容赦なく噛み付く。蒼の事は「悪い人」と判断して噛み付いた。緋華を飼い主ではなく、自分の「つがい」と思っている（Scene:49）。
水元 紀明（みずもと のりあき）
茶々が1年生時の3年生（B組）。Scene:5で茶々に告白したが、「小便のキレが悪くなってから来い」と振られ、それでも諦め切れず、半年後のScene:17で茶々のアルバイト先に、頭の毛を1本1本抜いてハゲにし中年太り化して現れたが服装は年相応なままで、蒼には若作りしたおじさんと勘違いされるなど、却ってちぐはぐな印象となる。結局「年相応にしろ それヘンだぞ」とあしらわれて振られた。
松波先生（まつなみせんせい）
体育教師。水泳の授業にもぐり込んでいた寧々に関して問い詰めようとしたが、臨月の奥さんがいながら浮気をしたところを茶々に盗撮され、それをネタに脅された（Scene:70）。
稲毛 義行（いなげ よしゆき）
蒼たちが3年生の時の教育実習生。顔はそれなりによく教員を志す目的も一見立派だが、「44GO!!」というハンドルのnixiのお友達設定の日記には「俺、高校ン時あんま遊んでないから制服のコとHしたいんだよなぁ～」と書いていることを茶々には見破られている。緋華には「飼い主」発言ですかされ、橙果には「アマだち」を暴露され、弾馬の淫行教師ぶりを見、最後に蒼の「乱交」という名の喧嘩で病院行きになり、1日で教育実習生を辞めてしまった（Scene:64）。
荒川（あらかわ）
蒼たちが1年時代の同級生の不良だが、1年留年しているため本当は1年先輩。弱いと思えば、女でも殴る卑怯者。茶々の事が気に入っていたが、言葉で空かされて、最終的に「女なら殴られないと思ったか?」と言って、茶々に暴行を加えていた。最後、それを見ていた蒼に「男なら殴られないと思ったの?」の言葉と共に焼きを入れられた。これが元で中退していったが、中退の口実は「上級生にリンチされた」である。この事で蒼と茶々は友達（悪友?）となった（特別編「ト・モ・ダ・チ～高校1年の春～）。
白鳥 亜美（しらとり あみ）
宝町高校の生徒会長。真面目で堅物な性格。眼鏡着用。学園祭では茶々の立てた企画に巻き込まれて玩具にされた。
金巻
橙果のダンナ、詳しくは「金巻橙果」を参照、学園祭中、学校をラブホ代わりに使おうと、学生服でやって来た（Scene:100）。橙果と出会ってからロリコンになった。よって彼からは次原は「オバサン」にしか見えない。末期のガンを患っており、橙果に告白した次の日に婚姻届と共に「家族でまた暮らそう」と還され復縁、それ以来、橙果の情の深さを感じ、酒を止めた（Scene:105）。
その後、闘病生活の末に亡くなったようだが死因は病だけとは言えないようだ。
平林・父（名前未詳）
仮名：市川鈴江。帰国中のジョーンズ先生の代わりの英語科の臨時「女」教師。元はロシアの諜報員で、変装が得意。娘達と同様にトラブルメーカー。弾馬のことを「面白いオモチャを見つけた」と考え、遊ぼうとしていた（Scene:106）。
友谷 翠（ともたに みどり）
友谷の母。Scene:112より登場。蒼曰く「アイツ」。母としての義務を果たさず、育児放棄している。久々に再会した娘を「親孝行をさせてやろう」と言って自分の借金の為に風俗に売ろうとした。自分は母親としての義務を果たさないが、子は母親に対し奉仕するのが義務と考えており、弾馬の目の前で早世した蒼の兄を「ろくに親孝行もしないで、さっさと死んだ」と侮辱した鬼母。暴力的パワーは蒼以上で、そのパワーは父（友谷は祖父）譲りである。自分以外の人間はたとえ肉親であっても要・不要で判断する。高校を卒業する際には母に養育してくれた事を感謝したが、その日の夜に預金通帳を盗んで姿を消した。蒼や剛以外にも子供はいるようだが、不要と判断すると「いこいのそどむ」に登場した猛のように捨てている模様。
蒼との最初で最後の母娘ケンカで敗北（Scene:119）、入院先に見舞った母親から看病できる嬉しさを伝えられ、息子・剛が最後まで母親・翠を気遣い蒼を通して翠を世話していたと話され目尻に涙を溜めており、密かに訪れていた蒼も貰い泣きしていた（Scene:120）。退院すると同時にまた姿を晦ましていたらしいが弾馬と蒼の結婚式に伊勢谷を連れて乗り込み結納金1000万円を要求、公務員である弾馬に「何とかなる」と返されて逆に驚く。その後大乱闘に発展するが、翠なりの結婚祝いであったつもりらしい（Scene:128）。
友谷の祖母
Scene:114より登場。友谷の祖母らしく、料理等家事は壊滅的。亡くなった夫は線は細くとも腕っ節は強く、暴力的で、海外出張先でマフィアとも通じていて、日本で交通事故死した時にはそのマフィア達が弔問に訪れた。その夫は娘・翠の幼い時に亡くなっているので、仕事の為に母親らしい事をしてやれなかった事が今に影響していると云う。現在はそこはそれとして娘の性格を矯正できなかった事を悔んでおり、翠が姿を現して問題を起こすたびに包丁を持ち出している。
友谷 剛（ともたに つよし）
Scene:115より回想編に登場、名前が判明したのはScene:120。蒼と共に母親・翠に見捨てられた兄で弾馬に面影が似ている。妹に肉を食べさせたいと、野生の鳩を捕まえて料理する中々に逞しい性格。最期まで母親の事を「悪く言うのは止めよう」と信じていたが、母・翠が蒼たちを家に残したまま旅先で他の男に乗り替えたため捨てられた元・愛人の男の暴行及び保護責任者遺棄致死により死亡。その男の行動が蒼に暴力的な性格を芽生えさせた。

### 『いこいのそどむ』の登場人物
友谷 猛（ともたに たける）
主人公。蒼の弟。担任教師とクラスメイトの奇行に悩まされる。PREMIUM・Lesson:12によると剛、蒼、猛の父親は全員別人である。グランドジャンプ・Lesson:16によると猛を中学2年生まで可愛がり育てたのは血の繋がらない父親（母・翠の何人目かの夫）で、猛は部屋に死んだ彼の写真を飾っている。子供のころから台所に立っていたため料理は一通りできるようになっており、学校に持っていく弁当は大体自前で作ったものである。母・翠のことは姉・蒼同様に忌み嫌っている（曰く「何時死んでもいい様に遺影を準備している」）。グランドジャンプ・Lesson:24によると1月生まれの様である。グランドジャンプ・Lesson:31より2年生、クラスはC組、担任は再び伊勢谷。グランドジャンプ・Lesson:39によると、姉同様に女の子3人くらい担げる怪力であることが判明した。つまり喧嘩になれば普通に強く、あとは闘争本能が目覚めるかどうか。「第2集英マンション」に住んでいるが、このマンションごと伊勢谷が祖父にねだって買ったため、彼女がオーナーとなっている（グランドジャンプ・Lesson:40より）。
伊勢谷 緋華（いせや ひばな）
猛のクラスの担任。相変わらず、マゾヒストで、かつて憧れていた弾馬の義弟である猛の牝犬になるのが願望であるが、飼い主・猛以外には（特に葛川に対して）ドSな態度を示す。謎の祖父の力を色々な場面で使おうとしている（グランドジャンプ・Lesson:23によると、その祖父の名刺を提示すれば、大抵の犯罪は警察が揉み消してくれるらしい）。秋を含めて、猛の女友達は全て彼の牝犬と旧作同様に認識している。PREMIUM・Lesson:1では、前作『美少女いんぱら!』でも描かれることのなかった緋華の乳首が初めて描かれている。
次原 秋（つぎはら あき）
猛のクラスメイトの男の娘。バイセクシャル。性欲は∞。守備範囲は少年少女から年配男女まで、男色の関係においても男役から女役までこなす。女装で性欲を抑えている模様。また、猛に対しては特に意識している節がある。京の母親違いの弟（愛人の子）。グランドジャンプ・Lesson:15によると正妻（京の実母）は圭子と言う名で、父親の愛人は以前の3人から4人に増えているが、もうちょっと夜の方はあと4人に分散して欲しいとこぼしている。また、前作同様、次原兄弟・姉妹は早熟ばかりで、中には幼いながら「牝犬調教」を理解し、猛に調教を乞う妹もいる。
カチヤ・アルムフォルト
九州訛りのクラスメイト。ドイツ人（出身地はマクデブルク市八幡西区と本人は言っており、ドイツ人の両親が北九州市に来て妊娠が発覚し、そこで産んだようである）。成績優秀で、学年10位が狙える。Sの気質があり、猛の嫌がる事をして、そのリアクションを喜ぶが、猛のことは好きなようである。オナニー好きで（試験中はオナニー禁止にしているので苛立っている）、寝取られ願望があり、よく好意を抱いている猛が大勢の男たちに犯されるというBL的な妄想をオカズにオナニーしている。オナニー好きで耳年増な雰囲気はあるが、秋に対する反応から考えると処女のようである。グランドジャンプ・Lesson:16によると猛の私生活を覗き見るために、1学期後半以降、彼の家の向かいのマンション辺りに通っているらしい。グランドジャンプ・Lesson:18で「タケル」と言う名を柴犬を購入し飼い始める。
葛川 瀬菜（くずかわ せな）
猛のクラスメイト。クールで尊大な美少女。すぐにばれる嘘つきでズボラ。クラスメイトから面倒だからと猛のグループに押し付けている。簡単に見破られるカンニングを行い、成績も壊滅的で追試が当たり前。唯一、緋華には弱い。お金に汚く、その理由として、グランドジャンプ・Lesson:17によると父親が求職中であり、夏休み中アルバイトをしていた。グランドジャンプ・Lesson:18によるといつ食べてもいいようにと愛着がわかない「丸焼き」と言う名の成長したヒヨコを飼っている（名付け親は父親）。その丸焼きを父親に喰われそうになったので、猛たちとのクリスマス会のプレゼント交換に出したが、当たった猛に持って帰れと断られた（グランドジャンプ・Lesson:22）。
鐘ヶ崎 小鳥（かねがさき ことり）
猛の2年生でのクラスメイト。実は猛と同クラスになりたくて留年した。グランドジャンプ・Lesson:28で猛に告白した少女。745年前の前世で恋人だったらしい。グランドジャンプ・Lesson:31によると前世の猛は鬼畜だったようである。
弾馬 剣二（はずま けんじ）
猛の義兄。猛の学校の教諭。猛の境遇を作った元凶で、緋華を猛に押し付けた。蒼のケンカぶりには麻痺していて、刃物等を手にしない限り半殺しにするなとだけ注意している（グランドジャンプ・Lesson:14）。
浅利 好美（あさり よしみ）
養護教諭。相変わらずズレと奇行が激しい。その浅利先生のストーカー的な妄想を「病み萌え」と称し、ファンの生徒たちが保健室に多く集まってくる（グランドジャンプ・Lesson:20）。
弾馬 蒼（はずま あおい）
前作の主人公。猛の姉、剣二の妻。緋華とは未だにライバルというより敵同士の関係である。失った姉弟の時間を取り戻そうとして猛の為に料理を作るが壊滅的で、剣二と猛を下痢させている（PREMIUM・Lesson:11）。名を聞いただけで相手が怖気づくほどの存在になっている。作中に登場しても画面に血に塗れた手だけで、決して顔は映らない（グランドジャンプ・Lesson:14）。
菊頭 燈果（きくがしら とうか）
蒼の旧友。旧姓：名倉 / 金巻。「美少女いんぱら!」終了後、菊頭と再々婚した。お祭りではお好み焼き屋の屋台を営業し、猛を姉・蒼の紹介でアルバイトに雇っていた。又、怪しい職業の者との付き合いがある（グランドジャンプ・Lesson:14）。
次原 京（つぎはら けい）
秋の姉。蒼の旧友。風貌は日焼けし、髪がロングになっている。猛を持ち帰ろうとした（グランドジャンプ・Lesson:14）。
平林 茶々（ひらばやし ちゃちゃ）
蒼の旧友。包丁を猛の目の前に突出し、姉の蒼と違って殴りかかってこない反応に落胆していた（グランドジャンプ・Lesson:14）。
友谷の祖母
猛たちの祖母。以前は蒼と住んでいたが、高校入学以来、猛と暮らしているようである。独身と聞いた秋に口説かれそうになった。蒼との関係上、笑いながら緋華に厳しい態度を取る（グランドジャンプ・Lesson:16）。
友谷 翠（ともたに みどり）
猛たちの母。相変わらず鬼母。実家の仏壇に詣るふりをして金を盗もうとするが、母親の機転で盗めずに帰る。こんな母親だが、何故か猛の16歳の誕生日祝いを持参した。秋がカマキリの交尾のような命懸けのsexがしたいと口説こうとしたが、猛が交尾もなしに喰われると止めた（グランドジャンプ・Lesson:24）。

## 書籍情報

### 美少女いんぱら!
「美少女いんぱら!」集英社ジャンプ・コミックス・デラックスより、全三巻。
1. 2008年6月4日刊行 ISBN 978-4-08-859708-9
2. 2009年11月4日刊行 ISBN 978-4-08-859808-6
3. 2011年12月7日刊行 ISBN 978-4-08-859890-1

各巻共に、第1刷版のみ帯がついており秘密を隠していた。1巻では蒼の手の先に血塗れの不良が、2巻では緋華のスカートの中に顔を突っ込む八房が隠れていた。そして最終巻3巻では蒼の手先にはやはり血塗れの不良が、緋華は三角木馬に騎乗している。又、この単行本に於いては、「お買い上げ」とは言わずに「お飼い上げ」と言っている。

### いこいのそどむ
「いこいのそどむ」集英社ヤングジャンプコミックスより。
1. 2014年6月19日刊行 ISBN 978-4-08-879789-2 - PREMIUM版Lesson:14までの14話にグランドジャンプ・Lesson:14（単行本Lesson:28）までの14話、合計28話にLesson:00を追加した全29話が収録されている。前作同様に「お飼い上げ」となっている。
2. 2015年9月23日刊行 ISBN 978-4-08-890158-9 - 第2巻にはグランドジャンプ・Last Lessonまでの全45話と「その後」が収録されている。